# De Dion-Bouton Type ID
Der De Dion-Bouton Type ID ist ein Pkw-Modell aus der Zeit zwischen den beiden Weltkriegen. Hersteller war De Dion-Bouton aus Frankreich.

## Beschreibung
Die Zulassung durch die nationale Behörde erfolgte am 5. Februar 1920. Es wurde in den Modelljahren von 1920 bis 1921 in Frankreich und von 1920 bis 1922 im Vereinigten Königreich angeboten.  Es gab keinen direkten Vorgänger. Der vorherige Type IC ist schwächer motorisiert und etwas kürzer.
Der Vierzylindermotor hat 70 mm Bohrung, 120 mm Hub und 1847 cm³ Hubraum. Er war damals in Frankreich mit 10 Cheval fiscal (Steuer-PS) eingestuft. Die Motorleistung ist mit 14 BHP angegeben, was etwa 14 PS sind. Wie so viele Fahrzeuge aus dieser Zeit hat es ein festes Fahrgestell, Frontmotor, Kardanantrieb und Hinterradantrieb. Das Getriebe hat vier Gänge.
Der Radstand beträgt 2870 mm und die Spurweite 1200 mm. Die Höchstgeschwindigkeit ist mit etwa 70 km/h angegeben.
Bekannt sind Aufbauten als Tourenwagen und Limousine.
Im Herbst 1921 ergänzte der etwas längere Type IE das Sortiment. Beide wurden für das Modelljahr 1923 vom Type IS und Type IT abgelöst.